# Roman Chojnacki (muzyk)
Roman Chojnacki (ur. 1 sierpnia 1879 we Władysławowie k. Turku, zm. 22 grudnia 1938 w Warszawie) – profesor teorii muzyki, dyrektor artystyczny Filharmonii Warszawskiej (Filharmonii Narodowej), dziennikarz muzyczny.

## Życiorys
Wywodził się z rodziny o zdolnościach muzycznych, jako syn Adama, organisty w parafiach w okolicach Turku, i Marii. W rodzinie wykazywano też talenty wokalne. Chojnacki studiował w Warszawskim Instytucie Muzycznym (obecnie Akademia Muzyczna), m.in. u Gustawa Roguskiego i Zygmunta Noskowskiego.
Działalność Romana Chojnackiego objęła trzy obszary. Od 1908 wydawał jako jego założyciel czasopismo „Młoda Muzyka” („Przegląd Muzyczny”) i związany był ze środowiskiem kompozytorów epoki, utrzymując ożywione kontakty m.in. z Mieczysławem Karłowiczem, Karolem Szymanowskim, Grzegorzem Fitelbergiem.
W latach 1918–1931 i 1934–1938 był dyrektorem artystycznym Filharmonii Warszawskiej, podejmował liczne delegacje muzyków krajowych i zagranicznych, zapewniając wysoki poziom i jakość wykonań. Jednocześnie był profesorem teorii muzyki w Akademii Muzycznej w Warszawie.
Zmarł w Warszawie po krótkiej chorobie. Żegnany uroczyście i pochowany na cmentarzu Powązkowskim (kwatera 345-6-9).

## Ordery i odznaczenia
- Krzyż Oficerski Orderu Odrodzenia Polski (30 kwietnia 1927)[3]